# Raucolas
Raucoules és un municipi francès situat al departament de l'Alt Loira i a la regió d'Alvèrnia-Roine-Alps. L'any 2007 tenia 846 habitants.

## Demografia

### Població
El 2007 la població de fet de Raucoules era de 846 persones. Hi havia 309 famílies de les quals 85 eren unipersonals (46 homes vivint sols i 39 dones vivint soles), 77 parelles sense fills, 139 parelles amb fills i 8 famílies monoparentals amb fills.
La població ha evolucionat segons el següent gràfic:
Habitants censats

### Habitatges
El 2007 hi havia 451 habitatges, 324 eren l'habitatge principal de la família, 117 eren segones residències i 10 estaven desocupats. 415 eren cases i 35 eren apartaments. Dels 324 habitatges principals, 254 estaven ocupats pels seus propietaris, 62 estaven llogats i ocupats pels llogaters i 9 estaven cedits a títol gratuït; 4 tenien una cambra, 16 en tenien dues, 44 en tenien tres, 101 en tenien quatre i 160 en tenien cinc o més. 237 habitatges disposaven pel capbaix d'una plaça de pàrquing. A 107 habitatges hi havia un automòbil i a 191 n'hi havia dos o més.

### Piràmide de població
La piràmide de població per edats i sexe el 2009 era:
| Homes | Edats   | Dones |
| ----- | ------- | ----- |
| 0     | 95 o +  | 0     |
| 0     | 90 a 94 | 0     |
| 8     | 85 a 89 | 4     |
| 4     | 80 a 84 | 0     |
| 8     | 75 a 79 | 12    |
| 20    | 70 a 74 | 12    |
| 32    | 65 a 69 | 28    |
| 16    | 60 a 64 | 16    |
| 8     | 55 a 59 | 16    |
| 20    | 50 a 54 | 8     |
| 16    | 45 a 49 | 12    |
| 28    | 40 a 44 | 16    |
| 36    | 35 a 39 | 52    |
| 48    | 30 a 34 | 24    |
| 24    | 25 a 29 | 36    |
| 16    | 20 a 24 | 24    |
| 24    | 15 a 19 | 8     |
| 40    | 10 a 14 | 24    |
| 32    | 5 a 9   | 32    |
| 28    | 0 a 4   | 32    |

## Economia
El 2007 la població en edat de treballar era de 519 persones, 417 eren actives i 102 eren inactives. De les 417 persones actives 393 estaven ocupades (225 homes i 168 dones) i 25 estaven aturades (13 homes i 12 dones). De les 102 persones inactives 39 estaven jubilades, 32 estaven estudiant i 31 estaven classificades com a «altres inactius».

### Ingressos
El 2009 a Raucoules hi havia 335 unitats fiscals que integraven 922 persones, la mediana anual d'ingressos fiscals per persona era de 15.579 €.

### Activitats econòmiques
Dels 26 establiments que hi havia el 2007, 2 eren d'empreses alimentàries, 1 d'una empresa de fabricació d'elements pel transport, 7 d'empreses de construcció, 8 d'empreses de comerç i reparació d'automòbils, 1 d'una empresa de transport, 3 d'empreses d'hostatgeria i restauració, 1 d'una empresa d'informació i comunicació, 1 d'una empresa financera i 2 d'empreses de serveis.
Dels 7 establiments de servei als particulars que hi havia el 2009, 1 era un paleta, 1 fusteria, 2 lampisteries, 1 electricista i 2 restaurants.
Dels 2 establiments comercials que hi havia el 2009, 1 era una fleca i 1 una carnisseria.
L'any 2000 a Raucoules hi havia 53 explotacions agrícoles que ocupaven un total de 680 hectàrees.

## Equipaments sanitaris i escolars
El 2009 hi havia una escola elemental.

## Poblacions més properes
El següent diagrama mostra les poblacions més properes.